# Lennart Atterling
Bo Lennart Atterling, född 1 juni 1931 i Karlskoga, död 30 augusti 2009 i Norrtälje, var en svensk redaktör, kortfilmsregissör och skådespelare.

## Filmografi
- 1956 – Sceningång